# Czasownik ułomny
Czasownik ułomny, czasownik defektywny, czasownik niewłaściwy (łac. verbum defectivum) – czasownik o niekompletnym paradygmacie koniugacyjnym (tj. defektywnym), pozbawiony pewnych form gramatycznych, tj. niewystępujący w niektórych czasach, aspektach czy trybach. W języku angielskim ułomne są m.in. czasowniki modalne (np. may, shall, pozbawione form bezokolicznika czy imiesłowu). 
W języku polskim istnieją powszechnie używane czasowniki posiadające tylko niektóre formy osobowe lub tylko bezokolicznik. Ich zaliczenie do grupy czasowników ułomnych jest często dyskusyjne i odmiennie traktowane przez różne słowniki. Niekiedy kategoryzowane są także jako predykatywy (wyrazy pełniące funkcję czasownika w zdaniu).
Przykłady czasowników w języku polskim określanych przez niektóre źródła jako ułomne to:
- mdlić – nie odmienia się przez osoby,
- można, należy, trzeba, warto, wiadomo – odmieniają się tylko przez czasy i tryby, nie posiadają bezokoliczników[5],
- niepodobna, nie sposób – posiada tylko formę bezosobową,
- powinien – nie posiada bezokolicznika, przez osoby odmienia się tylko w czasie teraźniejszym i zaprzeszłym[6],
- słychać, widać – istnieją tylko w bezokoliczniku[7][8].

Od czasowników ułomnych należy odróżnić czasowniki niewystępujące w określonych formach ze względów semantycznych (znaczeniowych). Zwyczajowo nie tworzy się wszystkich form osobowych od czasowników określających zjawiska meteorologiczne (dnieć, śnieżyć, zawiewać) lub odczucia (boleć, swędzieć). Formy te są jednak możliwe do utworzenia (i wykorzystania np. poetyckiego), co wyklucza definicję czasownika ułomnego. 
Za czasowniki ułomne uznaje się czasem czasowniki w aspekcie dokonanym (pozbawione czasu teraźniejszego). Do czasowników ułomnych zalicza się też niektóre łacińskie czasowniki (np. memini, ‘pamiętam’, dosł. ‘zapamiętałem’), pozbawione formy praesens i używane tylko w perfectum; niekiedy też takie, które nie tworzą pewnych form czasów i wypełniają te luki formami innych rdzeni czasownikowych (np. esse, ‘być’; por. ang. to be, fr. être). Defektywność można odróżnić od form nieregularnych (defektywność oznacza brak pewnej formy; forma nieregularna to taka, która występuje w języku, ale stanowi wyjątek od zasady gramatycznej).